# Coletor (computação)
Na computação, um coletor ou coletor de dados geralmente se refere ao destino do fluxo de dados.
A palavra coletor tem vários usos na computação. Na engenharia de software, um coletor de eventos é uma classe ou função que recebe eventos de outro objeto ou função, enquanto um coletor também pode se referir a um nó de um gráfico acíclico direcionado sem nós adicionais saindo dele, entre outros usos.